# Oreonectes polystigmus
Oreonectes polystigmus és una espècie de peix de la família dels balitòrids i de l'ordre dels cipriniformes.

## Morfologia
- Cos i ventre completament recoberts per escates.
- Els mascles poden assolir 5,8 cm de longitud total.
- Nombre de vèrtebres: 34-37.
- 9-10 radis tous a l'aleta dorsal i 7 a l'anal.
- Fosses nasals anterior i posterior separades per una distància curta.
- Aleta caudal arrodonida.
- Línia lateral incompleta i amb 6-8 porus.
- Presenta dimorfisme sexual.[6][4]

## Hàbitat
És un peix d'aigua dolça, demersal i de clima tropical.

## Distribució geogràfica
Es troba a Àsia: Guangxi (la Xina).